# Phyllanthus angolensis
Phyllanthus angolensis är en emblikaväxtart som beskrevs av Johannes Müller Argoviensis. Phyllanthus angolensis ingår i släktet Phyllanthus och familjen emblikaväxter. Inga underarter finns listade i Catalogue of Life.